# St. Katharina auf dem Rain (Bruneck)

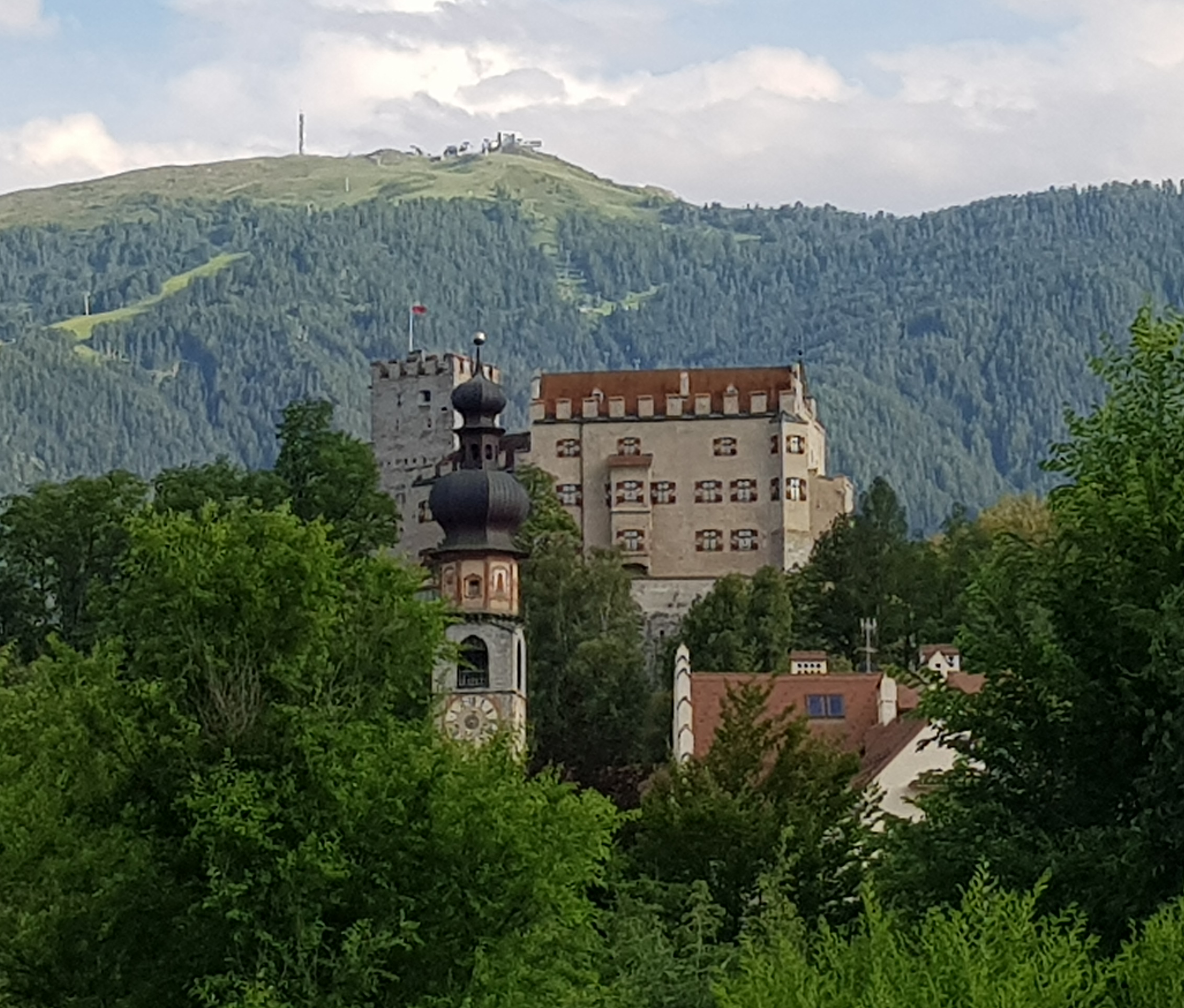
Rainkirche und Schloss Bruneck vor dem Kronplatz

Die katholische Filialkirche St. Katharina auf dem Rain (auch Rainkirche genannt) befindet sich auf halber Höhe zwischen Schloss und Stadt Bruneck in Südtirol. Sie gehört zum Dekanat Bruneck der Diözese Bozen-Brixen (Kirchenprovinz Trient) und steht unter Denkmalschutz. Mit ihrem markanten Turm bildet sie zusammen mit Schloss Bruneck das Wahrzeichen der Stadt.

## Geschichte
Das älteste Gotteshaus innerhalb der alten Stadtmauern von Bruneck wurde 1340 von Nikolaus Stuck als Hl.-Geist-Kapelle gestiftet und diente in der Folge als Grablege der Familie. Das Patrozinium wechselte im 17. Jh. zur hl. Katharina, die Kapelle wurde 1675 barockisiert und zur Kirche ausgebaut. Beim großen Stadtbrand von 1723 wurde auch die Rainkirche beschädigt, sodass 1724 der Turm erneuert werden musste und sein heutiges Aussehen mit den Zwiebelkuppeln erhielt. Aufgrund der exponierten Lage über der Stadt war die Plattform auf dem Turm die Aussichtswarte des Nachtwächters. Bis zum Jahr 1972 war dieser noch hier tätig.
Eine Sage rankt sich um die Glocke der Kirche. Als die Glocke verkauft werden sollte, konnten zwölf Pferde auf bergab führendem Weg sie nicht mehr vom Fleck bewegen und ein Zettel fiel vom Himmel. Auf ihm stand:
„Katharina heiß’ ich, / alle Wetter weiß ich. / Alle Wetter vertreib’ ich, / und im Rainturm bleib’ ich.“ Als die Glocke daraufhin wieder zurückgebracht wurde reichten dafür zwei Pferde.

## Baubeschreibung
Das Gebäude besitzt einen polygonalen, spätgotischen Chorschluss. Der Chorturm wird mit zwei Zwiebelkuppeln auf einem Oktogon mit vier gemalten Tiroler Wappen abgeschlossen. Über dem steingerahmten Rechteckportal auf der Westseite befindet sich ein Fresko aus dem 17. Jh. mit der Enthauptung der hl. Katharina. An der Nordseite ist ein verwittertes Wandgemälde aus dem 18. Jh. zu sehen, das die hll. Katharina, Sebastian und Nikolaus darstellt.
Im Inneren wird das Langhaus von einem Flachtonnengewölbe gedeckt, das mit Rechteck- und Vierpassfresken bemalt ist. Darauf sind die hll. Katharina, Florian und Ursula zu sehen; sie stammen aus dem 17. Jh. Die barocken Säulenaltäre zeigen am Hochaltar das Bild der hl. Katharina, auf den Seitenaltären den hl. Josef mit dem Kinde und Mariä Himmelfahrt. Die Kreuzwegbilder von 1830 malte Josef Renzler.
Im Freibereich unweit des Westportals der Kirche befindet sich der Gänseliesel-Brunnen des Brunecker Bildhauers Freiberger.

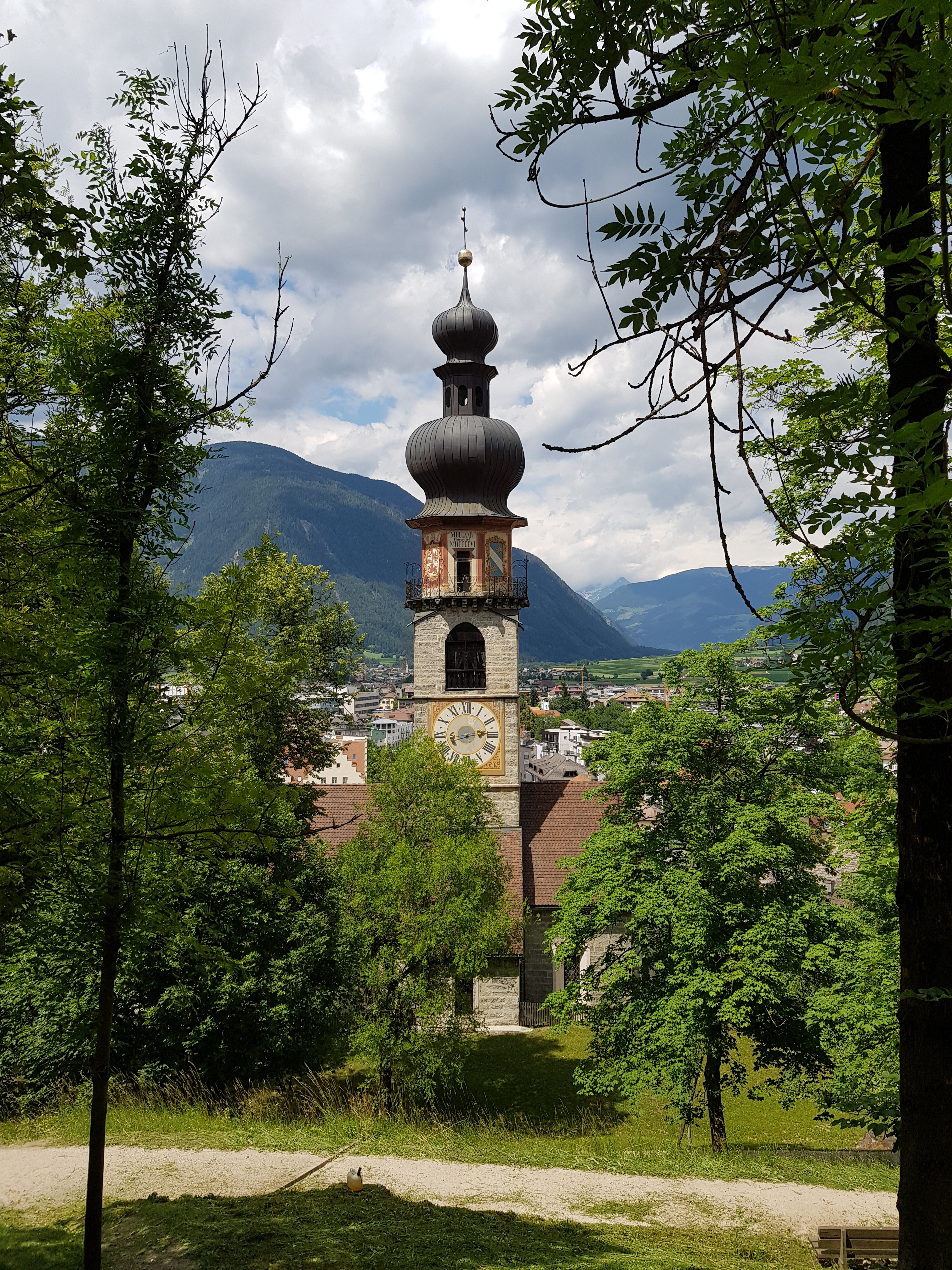
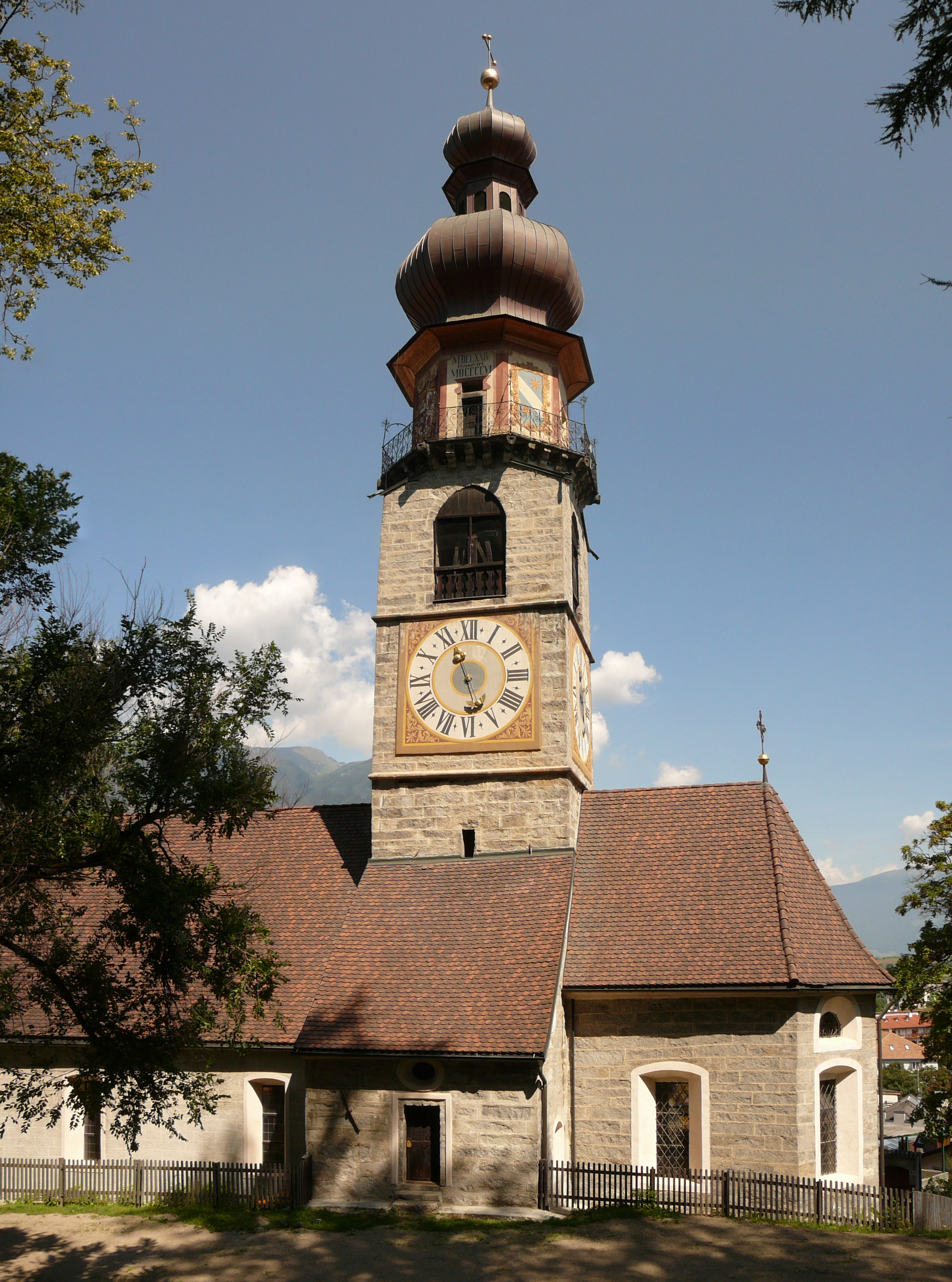
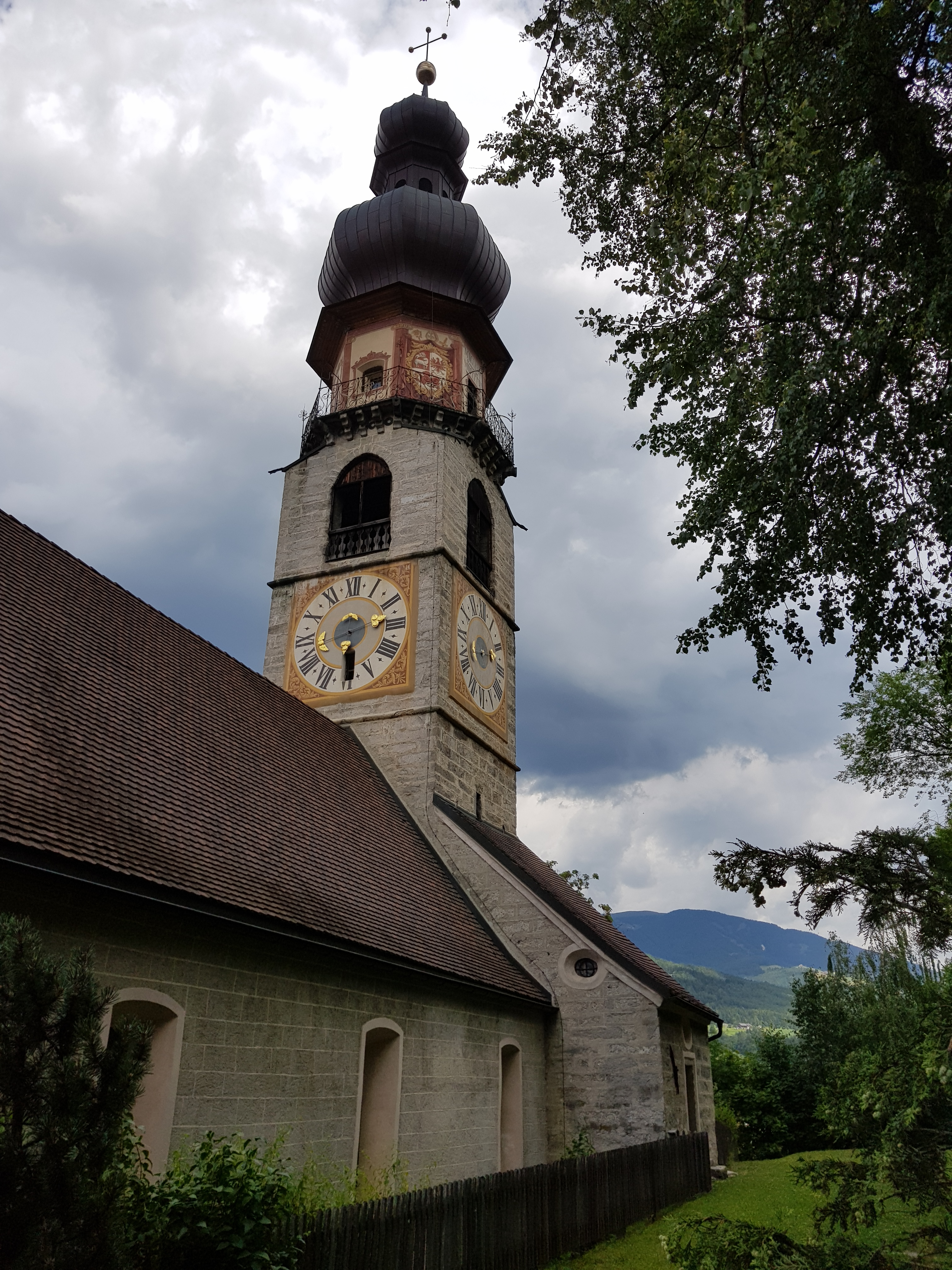
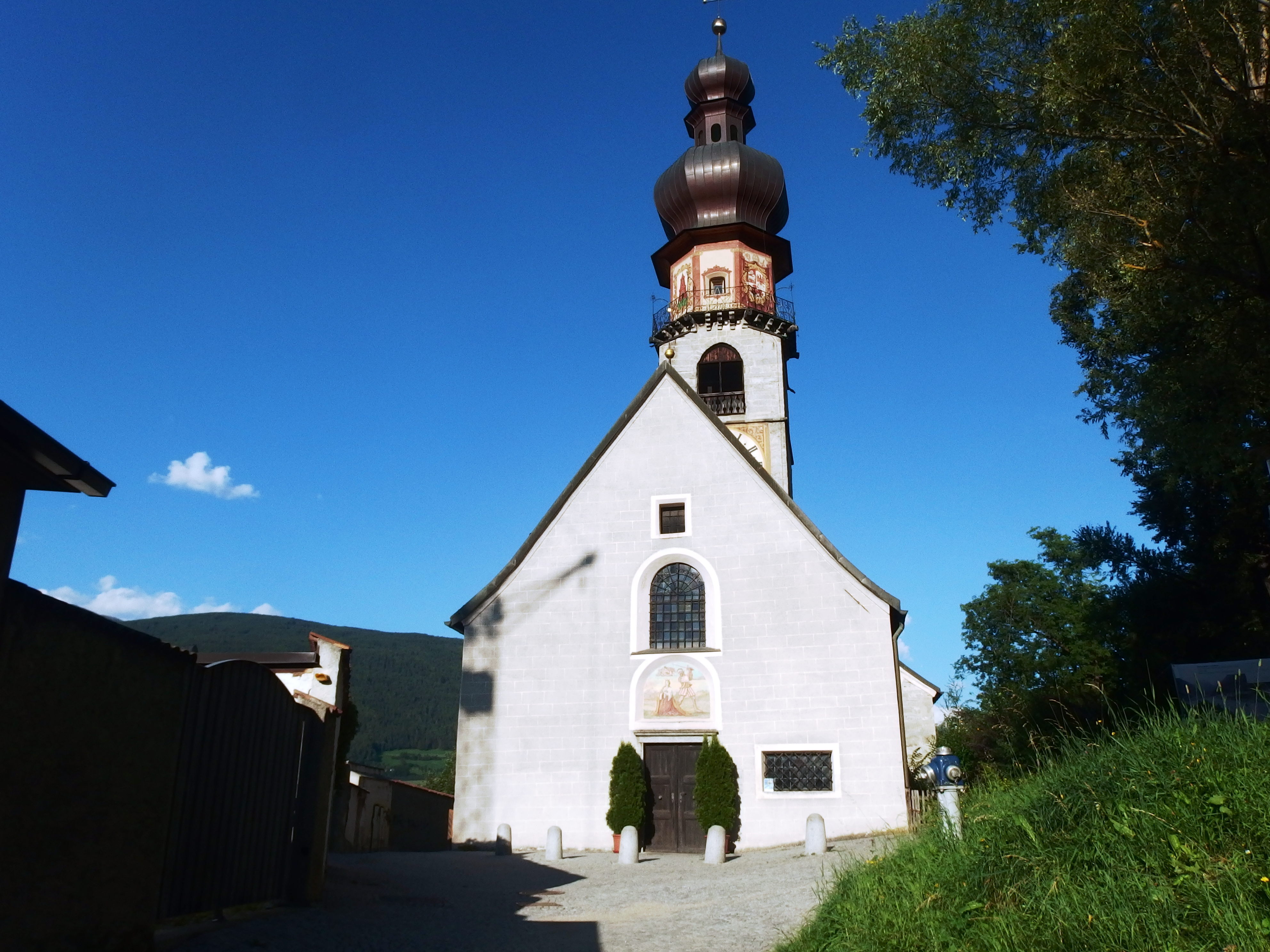
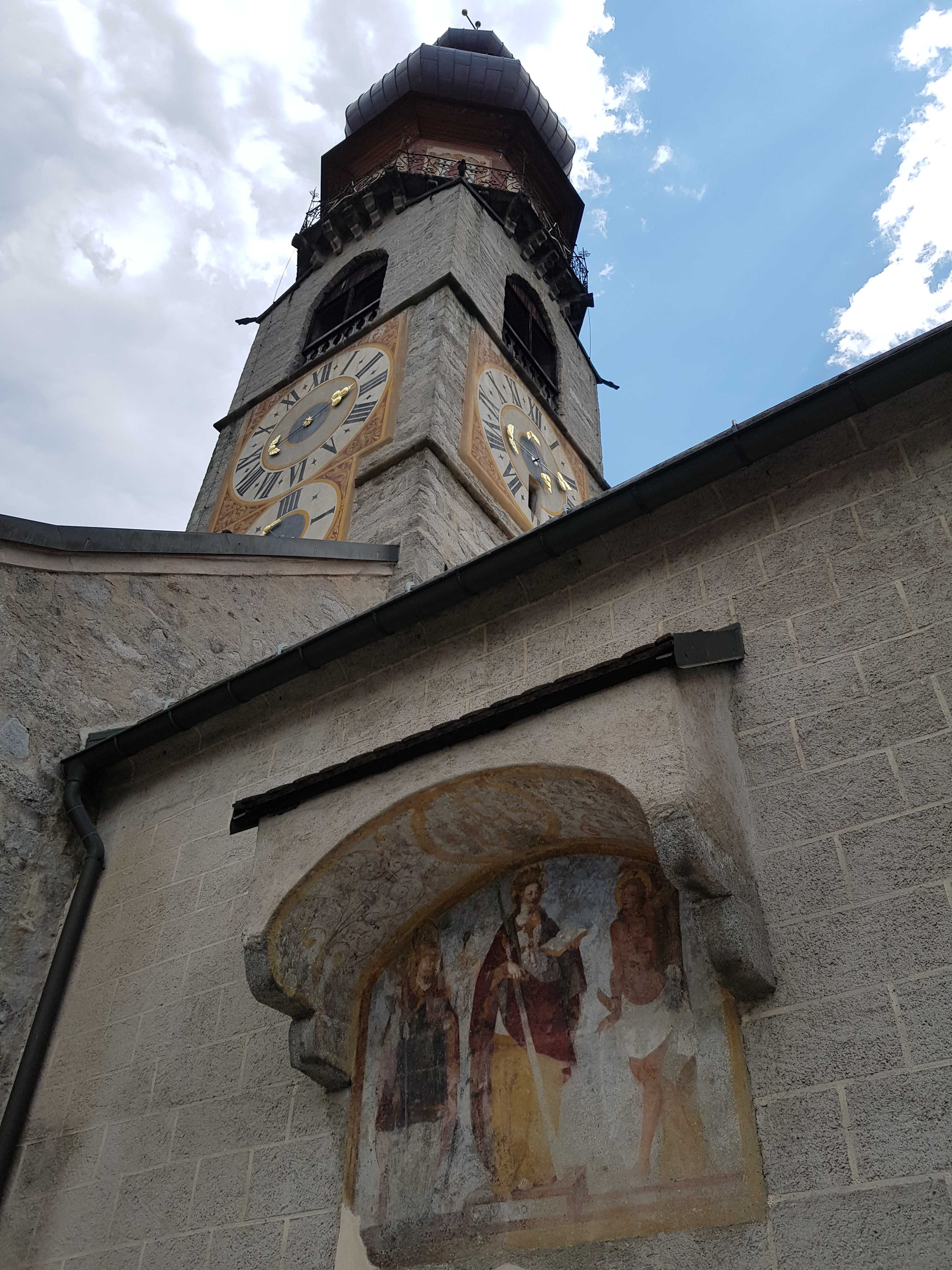
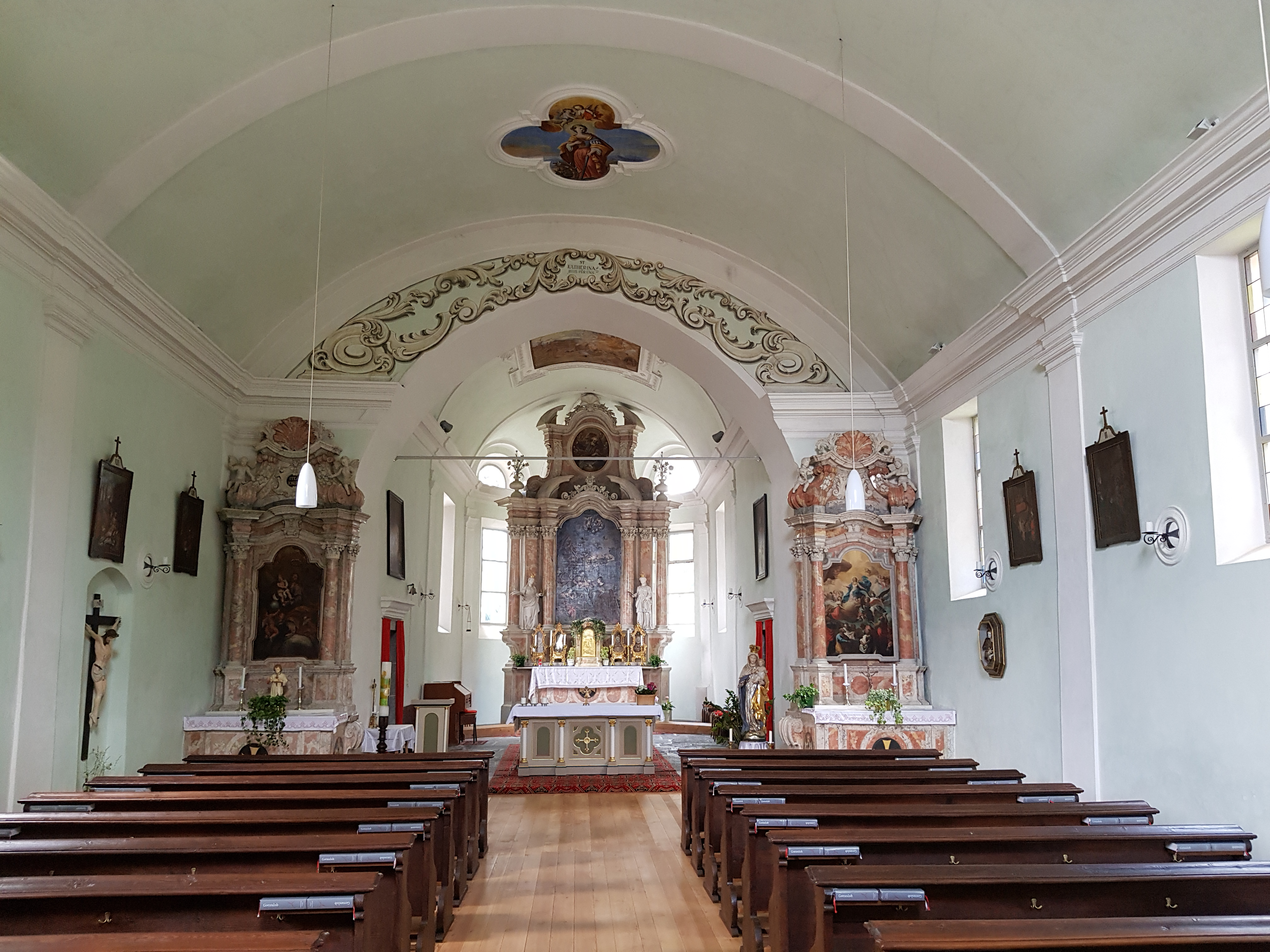